# Tablet (computer)
 For alternative betydninger, se Tablet (flertydig). (Se også artikler, som begynder med Tablet)
En tablet (engelsk for "tavle") eller tabletcomputer er en lille computer i form af en trykfølsom skærm, der bruger en digital pen eller blot ens finger, som det primære inputredskab, i stedet for et tastatur eller en mus, der som regel ikke er inkluderet.

Navnet kommer af dens udformning, der minder om en tavle, og giver et mere naturligt brugerinterface, når den trykfølsomme skærm er integreret med selve skærmen, hvilket er normalt for en tablet. Til forskel fra bærbare computere, bruger tabletten ikke altid et eksternt tastatur, hvorfor der i sådanne tilfælde er et indbygget, virtuelt tastatur på selve skærmen.

I 2003 udkom den første tablet fra Microsoft, men teknologien, skærm og hardware var ikke godt nok. I 2010 udgav Apple Inc. deres iPad pga. nu var det muligt at lave hurtige cpu'ere og gode touchskærme, hvilket gav ny popularitet til tablet-markedet. der spås at ville sælge omkring 19.5 millioner tablets i 2010.
I science fiction, her i blandt Star Trek, er tabletten også hyppigt brugt. I Star Trek kaldes den for PADD(Personal Access Display Device).